# 吴家塘镇
吴家塘镇，是中华人民共和国福建省南平市邵武市下辖的一个乡镇级行政单位。

## 行政区划
吴家塘镇下辖以下地区：
吴家塘社区、坊上村、行岭村、铁罗村、杨家墟村和庄塘村。